# 天津天狮学院
天津天狮学院是由天狮集团投资兴办的民办全日制普通本科高校，位于天津市武清开发区源泉路15号。

## 历史
1999年7月，天狮职业技术学院成立。2008年4月，经国家教育部批准升格为全日制普通本科高校，并改用现名。天津天狮学院实行董事会领导下的院长负责制，朱世和任院长，天狮集团董事长李金元先生任学院董事长。